# آسیناس
آسیناس (به اسپانیایی: Hacinas) یک شهرستان در اسپانیا است.